# Opisthotropis
Opisthotropis – rodzaj węży z podrodziny zaskrońcowatych (Natricinae) w rodzinie połozowatych (Colubridae).

## Zasięg występowania
Rodzaj obejmuje gatunki występujące w Azji (Chiny, Japonia, Tajlandia, Laos, Kambodża, Wietnam, Malezja, Filipiny, Brunei i Indonezja).  

## Systematyka

### Etymologia
- Opisthotropis: gr. οπισθεν opisthen „z tyłu, w tyle”[12]; τροπις tropis, τροπιδος tropidos „kil statku”[13].
- Calamohydrus: gr. καλαμος kalamos „trzcina”[14]; ὑδρο- hudro- „wodny-”, od ὑδωρ hudōr, ὑδατος hudatos „woda”[15]. Gatunek typowy: Calamohydrus (Homalopsinarum) andersonii Boulenger, 1888.
- Helicopsoides: rodzaj Helicops Wagler, 1828; gr. -οιδης -oidēs „przypominający”[16]. Gatunek typowy: Helicopsoides typicus Mocquard, 1890.
- Lepidognathus: gr. λεπις lepis, λεπιδος lepidos „łuska, płytka”, od λεπω lepō „łuszczyć”; γναθος gnathos „żuchwa”[5]. Gatunek typowy: Lepidognathus rugosus Lidth de Jeude, 1891.
- Trimerodytes: gr. τριμερης trimerēs „trójdzielny, trojaki”[17]; δυτης dutēs „nurek”, do δυω duō „zanurzać, pogrążać”[18]. Gatunek typowy: Trimerodytes balteatus Cope, 1895.
- Tapinophis: gr. ταπεινος tapeinos „niski, słaby”[19]; οφις ophis, οφεως opheōs „wąż”[12]. Gatunek typowy: Tapinophis latouchii Boulenger, 1899.
- Liparophis: gr. λιπαρος liparos „gładki, błyszczący”[20]; οφις ophis, οφεως opheōs „wąż”[12]. Gatunek typowy: Liparophis bedoti Peracca, 1904 (= Trimerodytes balteatus Cope, 1895).
- Cantonophis: Kanton, Chiny; gr. οφις ophis, οφεως opheōs „wąż”[12]. Gatunek typowy: Cantonophis praefrontalis Werner, 1909 (= Tapinophis latouchii Boulenger, 1899).

### Podział systematyczny
Do rodzaju należą następujące gatunki:

- Opisthotropis alcalai W. Brown(inne języki) & Leviton, 1961
- Opisthotropis andersonii (Boulenger, 1888)
- Opisthotropis atra Günther, 1872
- Opisthotropis cheni Zhao(inne języki), 1999
- Opisthotropis cucae David, Pham, T.Q. Nguyen & T. Ziegler(inne języki), 2011
- Opisthotropis daovantieni Orlov, Darevsky & Murphy, 1998
- Opisthotropis durandi Teynié, Lottier, David, T.Q. Nguyen & G. Vogel, 2014
- Opisthotropis guangxiensis Zhao, Y.-M. Jiang & Huang, 1978
- Opisthotropis haihaensis T. Ziegler, Pham, T.V. Nguyen, T.Q. Nguyen, J. Wang, Y.-Y. Wang, Stuart(inne języki) & Le, 2019
- Opisthotropis hungtai J. Wang, Lyu, Zeng, Lin, Yang, T.Q. Nguyen, Le, T. Ziegler & Y.-Y. Wang, 2020[21]
- Opisthotropis jacobi Angel(inne języki) & Bourret, 1933
- Opisthotropis kikuzatoi (Okada & Takara, 1958)
- Opisthotropis kuatunensis Pope, 1928
- Opisthotropis lateralis Boulenger, 1903
- Opisthotropis latouchii (Boulenger, 1899)
- Opisthotropis laui Yang, Sung & Chan, 2013
- Opisthotropis maculosa Stuart & Chuaynkern, 2007
- Opisthotropis maxwelli Boulenger, 1914
- Opisthotropis rugosa (Lidth de Jeude, 1890)
- Opisthotropis shenzhenensis Y.-Y. Wang, Q. Guo, Liu, Lyu, J. Wang, Luo, Sun & Zhang, 2017
- Opisthotropis spenceri M.A. Smith, 1918
- Opisthotropis tamdaoensis T. Ziegler, David & Vu, 2008
- Opisthotropis typica (Mocquard(inne języki), 1890)
- Opisthotropis voquyi T. Ziegler, David, T.N. Ziegler, Pham, T.Q. Nguyen & Le, 2018
- Opisthotropis zhaoermii Ren, K. Wang, K. Jiang, P. Guo & Li, 2017